# Dmitri Barinov
Dmitri Nikolaïevitch Barinov (en russe : Дми́трий Никола́евич Ба́ринов) est un footballeur international russe né le 11 septembre 1996 à Ogoudnevo, dans l'oblast de Moscou en Russie. Il évolue au poste de défenseur ou de milieu de terrain au Lokomotiv Moscou.

## Biographie

### Carrière en club
Natif du village d'Ogoudnevo dans l'oblast de Moscou, Barinov y évolue au sein de plusieurs clubs locaux durant ses premières années, passant notamment par le Spartak Chtchiolkovo, l'Olimp Friazino. Il rejoint en 2010 le centre de formation du Saturn Ramenskoïe avant d'intégrer celui du Lokomotiv Moscou en 2012. Il évolue par la suite dans le championnat national des jeunes à partir de 2013.
Il fait ses débuts en équipe première tout à la fin de la saison 2014-2015, entrant en jeu à la fin de la rencontre de championnat contre le Rubin Kazan le 16 mai 2015 puis face au Kouban Krasnodar neuf jours plus tard. Occupant régulièrement le banc de touche la saison suivante, Barinov ne joue que quatre rencontres, deux en championnat et deux en coupe nationale. L'exercice 2016-2017 le voit évoluer de manière plus régulière avec l'équipe, disputant une douzaine de matchs avec celle-ci, bien qu'une blessure musculaire ne l'écarte des terrains durant plusieurs mois à la fin de l'année 2016. Il prend part ailleurs part au parcours des siens en Coupe de Russie en disputant trois rencontres, dont la finale face à l'Oural Iekaterinbourg lors de laquelle il fait son entrée dans les dernières secondes du match finalement remporté par le Lokomotiv, lui permettant de remporter son premier titre avec le club.
Titulaire régulier lors du début de saison 2017-2018, Barinov inscrit son premier but en équipe première le 19 août 2017 face au Spartak Moscou, contribuant à la victoire 4-3 des siens au terme de la rencontre. Il fait également ses débuts dans les compétitions européennes en jouant deux matchs de Ligue Europa face au Sheriff Tiraspol et au FC Copenhague. Son temps de jeu retombe cependant par la suite et il termine la saison en tant que remplaçant, jouant quelques fins de matchs tandis que le Lokomotiv termine champion de Russie. Il retrouve une place plus régulière dans le onze de départ lors de l'exercice suivant qui le voit disputer 23 rencontres, dont 17 en tant que titulaire, pour un but inscrit face au Zénith Saint-Pétersbourg le 23 septembre 2018. Il découvre également la Ligue des champions en disputant quatre rencontres lors de la phase de groupes. Il prend par ailleurs une part active dans le parcours des siens dans la coupe nationale où il dispute cinq rencontres, incluant la finale où il est titularisé et inscrit l'unique but de la rencontre, permettant au Lokomotiv de l'emporter et à Barinov d'être désigné homme du match.

### Carrière internationale
Sélectionné avec les moins de 17 ans par Dmitri Khomukha à partir de 2013, Barinov dispute notamment la phase finale de l'Euro des moins de 17 ans la même année, disputant notamment la demi-finale ainsi que la finale en tant que titulaire tandis que la Russie l'emporte finalement contre l'Italie à l'issue de la séance de tirs au but. Inclus par la suite avec les moins de 19 ans de Dmitri Oulianov, il prend activement part aux éliminatoires de l'Euro des moins de 19 ans de 2015 pour laquelle les siens parviennent à se qualifier et dispute ensuite l'intégralité des rencontres de la phase finale, marquant notamment un but face à l'Espagne lors de la phase de groupes. Il ne peut cependant empêcher la défaite de la Russie face à cette même équipe lors de la finale. Il est ensuite promu avec la sélection espoirs où il retrouve Khomukha et dispute notamment les éliminatoires de l'Euro espoirs de 2017, pour lequel les Russes échouent finalement à se qualifier.
Barinov est sélectionné pour la première fois avec la sélection A par Stanislav Tchertchessov au mois de mars 2019 dans le cadre de deux rencontres des éliminatoires de l'Euro 2020 face à la Belgique et au Kazakhstan, ne disputant cependant aucun des deux matchs. Par la suite rappelé au mois de juin, il connaît finalement sa première sélection le 8 juin 2019 en entrant en jeu à la place de Roman Zobnin lors du dernier quart d'heure de la rencontre face à Saint-Marin remportée par les siens sur le score de 9-0. Il fait également une entrée de durée similaire trois jours plus tard contre Chypre.

## Statistiques
| Saison                | Club                  | Championnat           | Championnat | Championnat | Coupe(s) nationale(s) | Coupe(s) nationale(s) | Compétition(s) continentale(s) | Compétition(s) continentale(s) | Compétition(s) continentale(s) | Total | Total |
| Saison                | Club                  | Division              | M.          | B.          | M.                    | B.                    | Comp.                          | M.                             | B.                             | M.    | B.    |
| 2014-2015             | Lokomotiv Moscou      | D1                    | 2           | 0           | -                     | -                     | -                              | -                              | -                              | 2     | 0     |
| 2015-2016             | Lokomotiv Moscou      | D1                    | 2           | 0           | 2                     | 0                     | -                              | -                              | -                              | 4     | 0     |
| 2016-2017             | Lokomotiv Moscou      | D1                    | 12          | 0           | 3                     | 0                     | -                              | -                              | -                              | 15    | 0     |
| 2017-2018             | Lokomotiv Moscou      | D1                    | 16          | 1           | 1                     | 0                     | C3                             | 2                              | 0                              | 19    | 1     |
| 2018-2019             | Lokomotiv Moscou      | D1                    | 23          | 1           | 6                     | 1                     | C1                             | 4                              | 0                              | 33    | 2     |
| 2019-2020             | Lokomotiv Moscou      | D1                    | 23          | 1           | 1                     | 0                     | C1                             | 5                              | 1                              | 29    | 2     |
| 2020-2021             | Lokomotiv Moscou      | D1                    | 13          | 1           | 4                     | 0                     | -                              | -                              | -                              | 17    | 1     |
| 2021-2022             | Lokomotiv Moscou      | D1                    | 23          | 0           | 2                     | 0                     | C3                             | 5                              | 0                              | 30    | 0     |
| 2022-2023             | Lokomotiv Moscou      | D1                    | 16          | 1           | 4                     | 0                     | -                              | -                              | -                              | 20    | 1     |
| Total sur la carrière | Total sur la carrière | Total sur la carrière | 130         | 5           | 23                    | 1                     | -                              | 16                             | 1                              | 169   | 7     |

## Palmarès
Russie -17 ans
- Vainqueur de l'Euro des moins de 17 ans en 2013.

 Russie -19 ans
- Finaliste de l'Euro des moins de 19 ans en 2015.

 Lokomotiv Moscou
- Champion de Russie en 2018.
- Vainqueur de la Coupe de Russie en 2017, 2019 et 2021.
- Vainqueur de la Supercoupe de Russie en 2019.